# SHFV-Pokal (Frauen)
Der SHFV-Pokal der Frauen (offiziell SHFV-LOTTO-Pokal der Frauen), auch Schleswig-Holstein-Pokal der Frauen, ist der Verbandspokal der Frauen des Schleswig-Holsteinischen Fußballverbandes (SHFV). Er wurde in der Saison 1975/76 erstmals ausgetragen und dient als Qualifikation für den DFB-Pokal.

## Qualifikation und Spielmodus
Für den SHFV-Pokal der Frauen qualifizieren sich der Gewinner des SHFV-Pokals aus der Vorsaison sowie die einzelnen Kreispokalsieger aus den Kreisen Herzogtum Lauenburg, Holstein (seit 2019, davor: Kreis Neumünster, Kreis Plön), Kiel, Lübeck, Nord (seit 2017, davor: Kreis Nordfriesland, Kreis Schleswig-Flensburg inkl. Flensburg), Ostholstein, Rendsburg-Eckernförde,  Segeberg, Stormarn und Westküste (seit 2017, davor: Kreis Dithmarschen, Kreis Steinburg). Hinzu kommt außerdem die bestplatzierte noch nicht qualifizierte Mannschaft des Flens Cup – Meister der Meister sowie bei Bedarf weitere Pokalfinalisten.
Der SHFV-Pokal wird über vier Runden im K.-o.-System ausgetragen, sollten mehr als 16 Mannschaften qualifiziert sein, wird eine zusätzliche Qualifikationsrunde durchgeführt. Die jeweiligen Paarungen werden im Losverfahren ermittelt, wobei ein Aufeinandertreffen von Mannschaften oberhalb der Schleswig-Holstein-Liga erst im Viertelfinale möglich ist. Jede Mannschaft hat pro Runde nur ein Spiel, welches bei einem Unentschieden nach 90 Minuten verlängert und ggf. im Elfmeterschießen entschieden wird.

## Statistiken
| Holstein Kiel |

| Wittenseer SV |

| SV Henstedt-Ulzburg |

| FFC Oldesloe |

| Schmalfelder SV |

| ATSV Stockelsdorf |

| SSC Hagen Ahrensburg |

| TSV Nahe |

| TSV Schilksee |

| FC Angeln 02 |

| Rendsburger TSV |

| Kieler MTV |

| FC Riepsdorf |

| Ratzeburger SV |

| SV Neuenbrook/Rethwisch |

| SV Sereetz |

| Husumer SV |

| VfR Laboe |

| Wiker SV |

| Rot-Weiß Moisling |

### Siegerliste bis 2008
- 1975/76: Rot-Weiß Moisling
- 1976/77: Wiker SV
- 1977/78: nicht ausgespielt
- 1978/79: VfR Laboe
- 1979/80: SG Thumby
- 1980/81: Rendsburger TSV
- 1981/82: Rendsburger TSV
- 1982/83: ATSV Stockelsdorf
- 1983/84: ATSV Stockelsdorf
- 1984/85: Schmalfelder SV
- 1985/86: Wittenseer SV
- 1986/87: Husum 18
- 1987/88: ATSV Stockelsdorf
- 1988/89: Schmalfelder SV
- 1989/90: Wittenseer SV
- 1990/91: Wittenseer SV
- 1991/92: Wittenseer SV
- 1992/93: Wittenseer SV
- 1993/94: Wittenseer SV
- 1994/95: SG Thumby
- 1995/96: Schmalfelder SV
- 1996/97: Schmalfelder SV
- 1997/98: SV Sereetz
- 1998/99: Wittenseer SV
- 1999/2000: SV Neuenbrook/Rethwisch
- 2000/01: Ratzeburger SV
- 2001/02: TSV Schilksee
- 2002/03: TSV Schilksee
- 2003/04: FFC Oldesloe
- 2004/05: Holstein Kiel
- 2005/06: FFC Oldesloe
- 2006/07: FFC Oldesloe
- 2007/08: TSV Nahe

### Endspiele ab 2009
| Spielzeit                                                                             | Austragungsort | Pokalsieger 1             | Finalist 1                   | Ergebnis             |
| ------------------------------------------------------------------------------------- | -------------- | ------------------------- | ---------------------------- | -------------------- |
| 2008/09                                                                               | ???            | TSV Nahe (III)            | FC Angeln 02 (V)             | 4:1                  |
| 2009/10                                                                               | Kiel           | FFC Oldesloe 2000 II (IV) | TuRa Meldorf (IV)            | 4:1                  |
| 2010/11                                                                               | Lübeck         | FC Riepsdorf (IV)         | SV Neuenbrook/Rethwisch (IV) | 2:1 (0:0)            |
| 2011/12                                                                               | Lübeck         | SSC Hagen Ahrensburg (IV) | FC Riepsdorf (IV)            | 1:0 (1:0)            |
| 2012/13                                                                               | Neumünster     | SV Henstedt-Ulzburg (IV)  | TuRa Meldorf (IV)            | 4:1 (3:0)            |
| 2013/14                                                                               | Kiel           | Holstein Kiel (III)       | SV Henstedt-Ulzburg (III)    | 1:0 (1:0)            |
| 2014/15                                                                               | Meldorf        | SV Henstedt-Ulzburg (III) | TuRa Meldorf (III)           | 9:0 (6:0)            |
| 2015/16                                                                               | Lübeck         | SSC Hagen Ahrensburg (IV) | VfB Schuby (V)               | 5:0 (3:0)            |
| 2016/17                                                                               | Kiel           | Holstein Kiel (III)       | SV Neuenbrook/Rethwisch (IV) | 7:0 (0:0)            |
| 2017/18                                                                               | Flensburg      | Holstein Kiel (III)       | TuRa Meldorf (IV)            | 3:1 (1:1)            |
| 2018/19                                                                               | Lübeck         | Holstein Kiel (III)       | SV Henstedt-Ulzburg (III)    | 3:2 (2:2)            |
| 2019/20                                                                               | Malente        | SV Henstedt-Ulzburg (III) | Holstein Kiel (III)          | 6:1 (2:0)            |
| 2020/21                                                                               | Malente        | SV Henstedt-Ulzburg (III) | Holstein Kiel (III)          | 3:2 n. V. (0:1, 1:1) |
| 2021/22                                                                               | Malente        | Holstein Kiel (III)       | SSC Hagen Ahrensburg (IV)    | 3:0 (1:0)            |
| 2022/23                                                                               | Büdelsdorf     | Holstein Kiel (III)       | FFC Audorf/Felde (V)         | 6:0 (2:0)            |
| 2023/24                                                                               | Büdelsdorf     | Kieler MTV (IV)           | SV Henstedt-Ulzburg (III)    | 6:5 i. E. (1:1, 0:0) |
| 2024/25                                                                               | Büdelsdorf     | Holstein Kiel (III)       | Eichholzer SV (IV)           | 5:0 (3:0)            |
| 1 In Klammern ist die Spielklasse des Vereins zum Zeitpunkt des Finalspiels angegeben |                |                           |                              |                      |

### Rekorde

#### Pokalsieger nach Verein
| Rang | Verein                  | Pokalsiege | Jahr(e)                                        |
| --- | ----------------------- | ---------- | ---------------------------------------------- |
| 1 | Holstein Kiel           | 8          | 2005, 2014, 2017, 2018, 2019, 2022, 2023, 2025 |
| 2 | Wittenseer SV           | 7          | 1986, 1990, 1991, 1992, 1993, 1994, 1999       |
| 3 | SV Henstedt-Ulzburg     | 4          | 2013, 2015, 2020, 2021                         |
| 3 | FFC Oldesloe            | 4          | 2004, 2006, 2007, 2010 1                       |
| 3 | Schmalfelder SV         | 4          | 1985, 1989, 1996, 1997                         |
| 6 | ATSV Stockelsdorf       | 3          | 1983, 1984, 1988                               |
| 7 | SSC Hagen Ahrensburg    | 2          | 2012, 2016                                     |
| 7 | TSV Nahe                | 2          | 2008, 2009                                     |
| 7 | TSV Schilksee           | 2          | 2002, 2003                                     |
| 7 | FC Angeln 02            | 2          | 1980 2, 1995 2                                 |
| 7 | Rendsburger TSV         | 2          | 1981, 1982                                     |
| 12 | Kieler MTV              | 1          | 2024                                           |
| 12 | FC Riepsdorf            | 1          | 2011                                           |
| 12 | Ratzeburger SV          | 1          | 2001                                           |
| 12 | SV Neuenbrook/Rethwisch | 1          | 2000                                           |
| 12 | SV Sereetz              | 1          | 1998                                           |
| 12 | Husumer SV              | 1          | 1987 3                                         |
| 12 | VfR Laboe               | 1          | 1979                                           |
| 12 | Wiker SV                | 1          | 1977                                           |
| 12 | Rot-Weiß Moisling       | 1          | 1976                                           |
| 1 Der Titel wurde von der zweiten Mannschaft, FFC Oldesloe 2000 II, gewonnen. 2 Die beiden Titel wurden vom Vorgängerverein, der SG Thumby, gewonnen. 3 Der Titel wurde vom Vorgängerverein, Husum 18, gewonnen. |                         |            |                                                |

#### Pokalsieger nach Kreis
| Rang | Kreis                     | Pokalsiege | Vereine                                                  |
| ---- | ------------------------- | ---------- | -------------------------------------------------------- |
| 1    | Kiel (kreisfreie Stadt)   | 12         | Holstein Kiel, Kieler MTV, TSV Schilksee, Wiker SV       |
| 2    | Segeberg                  | 10         | SV Henstedt-Ulzburg, Schmalfelder SV, TSV Nahe           |
| 3    | Rendsburg-Eckernförde     | 9          | Wittenseer SV, Rendsburger TSV                           |
| 4    | Stormarn                  | 6          | FFC Oldesloe, FFC Oldesloe 2000 II, SSC Hagen Ahrensburg |
| 5    | Ostholstein               | 5          | ATSV Stockelsdorf, FC Riepsdorf, SV Sereetz              |
| 6    | Schleswig-Flensburg       | 2          | SG Thumby                                                |
| 7    | Herzogtum Lauenburg       | 1          | Ratzeburger SV                                           |
| 7    | Steinburg                 | 1          | SV Neuenbrook/Rethwisch                                  |
| 7    | Nordfriesland             | 1          | Husum 18                                                 |
| 7    | Plön                      | 1          | VfR Laboe                                                |
| 7    | Lübeck (kreisfreie Stadt) | 1          | Rot-Weiß Moisling                                        |